# HMS Triumph (1903)
Pour les autres navires du même nom, voir HMS Triumph.
Le HMS Triumph est un cuirassé pré-dreadnought de la classe Swiftsure construit pour la Marine chilienne en 1902-1903 sous le nom de Libertad. Il est vendu à la Royal Navy le 3 décembre 1903 et participe à la Première Guerre mondiale.

## Service
- Siège de Tsingtao
- Bataille des Dardanelles